# ريان دوراند
ريان دوراند (بالإنجليزية: Ryan Durand)‏ هو لاعب كرة قدم أمريكية أمريكي، ولد في 17 نوفمبر 1985 في ورسستر في الولايات المتحدة.

## وصلات خارجية
- ريان دوراند على موقع مرجع كرة القدم المحترفة.كوم (الإنجليزية)
- ريان دوراند على موقع كلية كرة القدم في سبورتس رفرنس.كوم (الإنجليزية)